# World Doubles Championship
Die World Doubles Championship waren ein professionelles Snookerturnier.
Sie wurden ab 1982 jährlich ausgetragen; hatten allerdings nie den Status eines Weltranglistenturniers inne. Das Besondere an dem Turnier war, dass Teams à zwei Spieler gegeneinander antraten, anstatt einzelne Spieler wie bei fast allen anderen Turnieren. So richtig setzte sich diese Variante allerdings nicht durch, sodass das Turnier 1987 wieder aus dem Kalender der Snooker Main Tour verschwand.
Austragungsorte waren das Crystal Palace National Recreation Centre (1982) und das Derngate Centre in Northampton (1983–1987).

## Sieger
| Jahr                                              | Sieger                                            | Finalist                                          | Ergebnis                                          | Saison                                            |
| Hofmeister World Doubles (kein Ranglistenturnier) | Hofmeister World Doubles (kein Ranglistenturnier) | Hofmeister World Doubles (kein Ranglistenturnier) | Hofmeister World Doubles (kein Ranglistenturnier) | Hofmeister World Doubles (kein Ranglistenturnier) |
| ------------------------------------------------- | ------------------------------------------------- | ------------------------------------------------- | ------------------------------------------------- | ------------------------------------------------- |
| 1982                                              | Steve Davis & Tony Meo                            | Terry Griffiths & Doug Mountjoy                   | 13 : 2                                            | 1982/83                                           |
| 1983                                              | Steve Davis & Tony Meo                            | Tony Knowles & Jimmy White                        | 10 : 2                                            | 1983/84                                           |
| 1984                                              | Alex Higgins & Jimmy White                        | Cliff Thorburn & Willie Thorne                    | 10 : 2                                            | 1984/85                                           |
| 1985                                              | Steve Davis & Tony Meo                            | Tony Jones & Ray Reardon                          | 12 : 5                                            | 1985/86                                           |
| 1986                                              | Steve Davis & Tony Meo                            | Mike Hallett & Stephen Hendry                     | 12 : 3                                            | 1986/87                                           |
| Fosters World Doubles (kein Ranglistenturnier)    |                                                   |                                                   |                                                   |                                                   |
| 1987                                              | Mike Hallett & Stephen Hendry                     | Cliff Thorburn & Dennis Taylor                    | 12 : 8                                            | 1987/88                                           |